# Āb Cheshmeh
Āb Cheshmeh (persiska: آب چِشمِه, آب چشمه) är en ort i Iran.   Den ligger i provinsen Ilam, i den västra delen av landet, 500 km sydväst om huvudstaden Teheran. Āb Cheshmeh ligger 981 meter över havet och antalet invånare är 891.
Terrängen runt Āb Cheshmeh är kuperad åt nordost, men åt sydväst är den bergig. Runt Āb Cheshmeh är det ganska glesbefolkat, med 42 invånare per kvadratkilometer. Närmaste större samhälle är Badreh, 7,0 km väster om Āb Cheshmeh. Omgivningarna runt Āb Cheshmeh är i huvudsak ett öppet busklandskap.